# Ángel Lafita

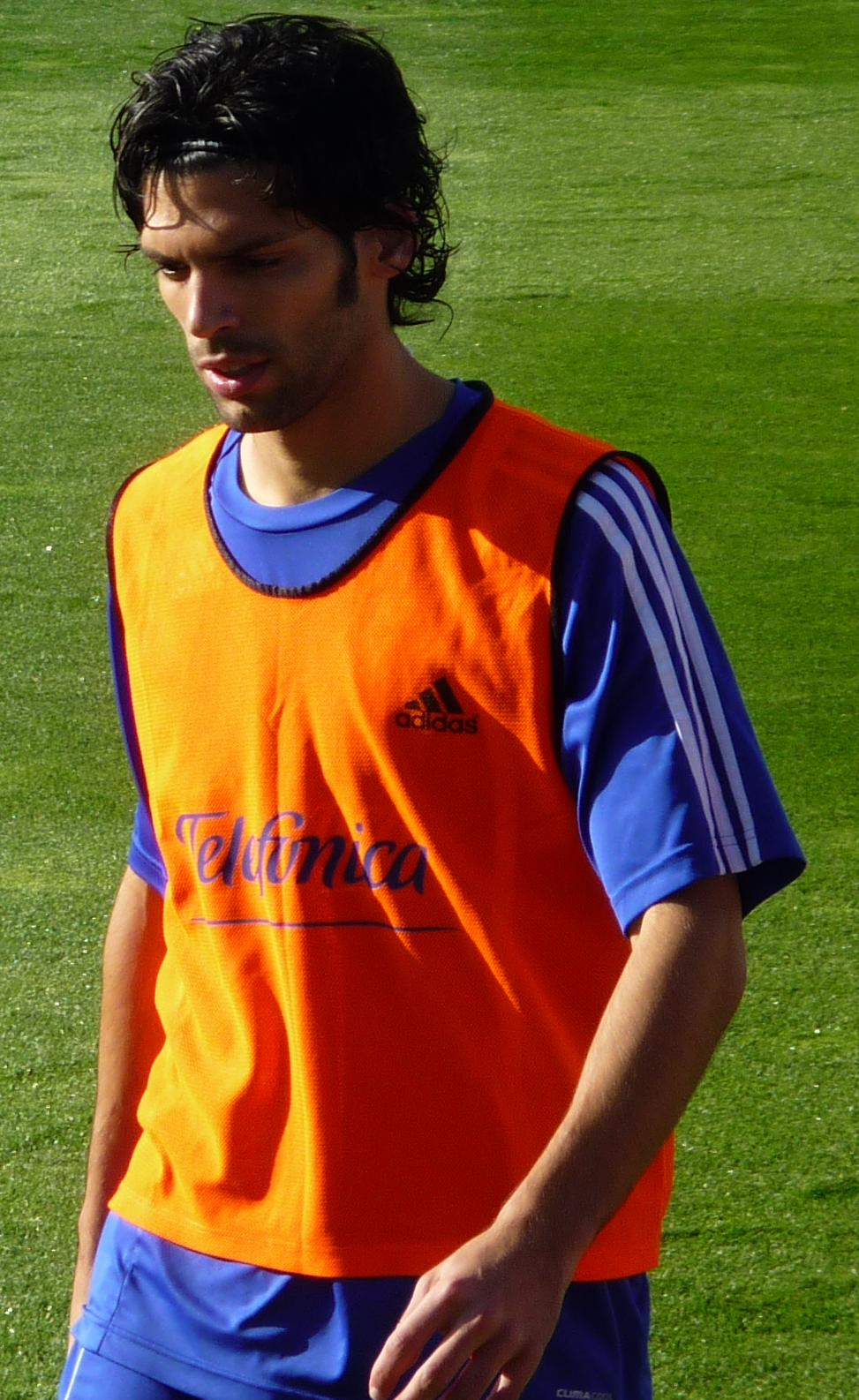
Ángel Lafita 2009

Ángel Imanol Lafita Castillo, född 7 augusti 1984 i Zaragoza, Aragonien, är en spansk fotbollsspelare som spelar för Al Jazira Club i UAE Arabian Gulf League. Han har tidigare spelat för Real Zaragoza, Deportivo La Coruña och Getafe CF.